# Citroën BX
Der Citroën BX (Werksbezeichnung XB) ist ein von Sommer 1982 bis Herbst 1994 im bretonischen Rennes gebautes Mittelklassemodell des französischen Automobilherstellers Citroën. Mit über 2,3 Millionen hergestellten Exemplaren war das Fahrzeug ein wirtschaftlicher Erfolg.

## Entwicklungsgeschichte
Die Entwicklungsarbeiten am Citroën BX begannen im Frühjahr 1977; einerseits, weil zwischen den Modellen GS und CX eine Lücke klaffte, und andererseits aus Gründen der Übernahme von Citroën durch Peugeot am 8. April 1976.
Die Eingliederung der Marke Citroën in den PSA-Konzern läutete den Beginn der Plattform-Ära ein. Beispiele hierfür sind die Modelle LN/LNA und Visa, deren Basis der Peugeot 104 bildete. Das neue Mittelklassemodell von Citroën sollte möglichst viele Teile aus den Peugeot-Regalen beziehen, in erster Linie Motoren und Getriebe. Dennoch sollte auch das neue Modell über die markentypische Hydropneumatik verfügen.
Schließlich erhielt der Designer Marcello Gandini den Auftrag, das Erscheinungsbild des künftigen Mittelklassemodells zu bestimmen. Sein Entwurf, basierend auf der für Volvo angefertigten Studie „Tundra“ von 1979 und dem Reliant-FW-11-Prototyp von 1977, wurde im Citroën-Design-Zentrum Vélizy einem Feinschliff unterzogen. Die Produktion des BX begann im September 1982.
Die kantige Karosserie wies nur halb so viele Schweißpunkte auf wie die des Vorgängermodells GSA und wurde bereits mit Hilfe von Computern (CAD) entwickelt. Aus Gewichtsgründen wurden Motorhaube und Heckklappe aus Kunststoff gefertigt.
Bei der Aerodynamik erreichte der BX allerdings nicht die Werte des GSA. Ein zunächst den Topversionen (16 TRS und 19 TRD) des BX vorbehaltenes Styling-Element waren dunkel getönte Polycarbonat-Seitenscheiben in den C-Säulen. BX mit nach kurzer Betriebsdauer mattschwarz lackierten Scheiben waren deswegen häufig anzutreffen.
Außergewöhnlich waren die Bedienungselemente: ein Walzentacho wie schon im GS und im CX, von der Fachpresse häufig „Badezimmerwaage“ genannt, und Bedienungssatelliten. Eine typische Citroën-Lösung stellte der Drehzahlmesser in Form einer Vakuum-Fluoreszenzanzeige als grüne Leuchtkette dar, der allerdings nur in den Modellen BX 16 TRS und BX 19 TRD (ab Januar 1984) zu finden war.
Im April 1985 folgte mit der Vorstellung der Break genannten Kombis der letzte Schritt zur Ablösung des nach wie vor parallel weitergebauten und mittlerweile auch betagten Modells GSA. Der BX Break wurde von dem französischen Design-Büro Heuliez entwickelt. Seine Auslieferung begann im August 1985.

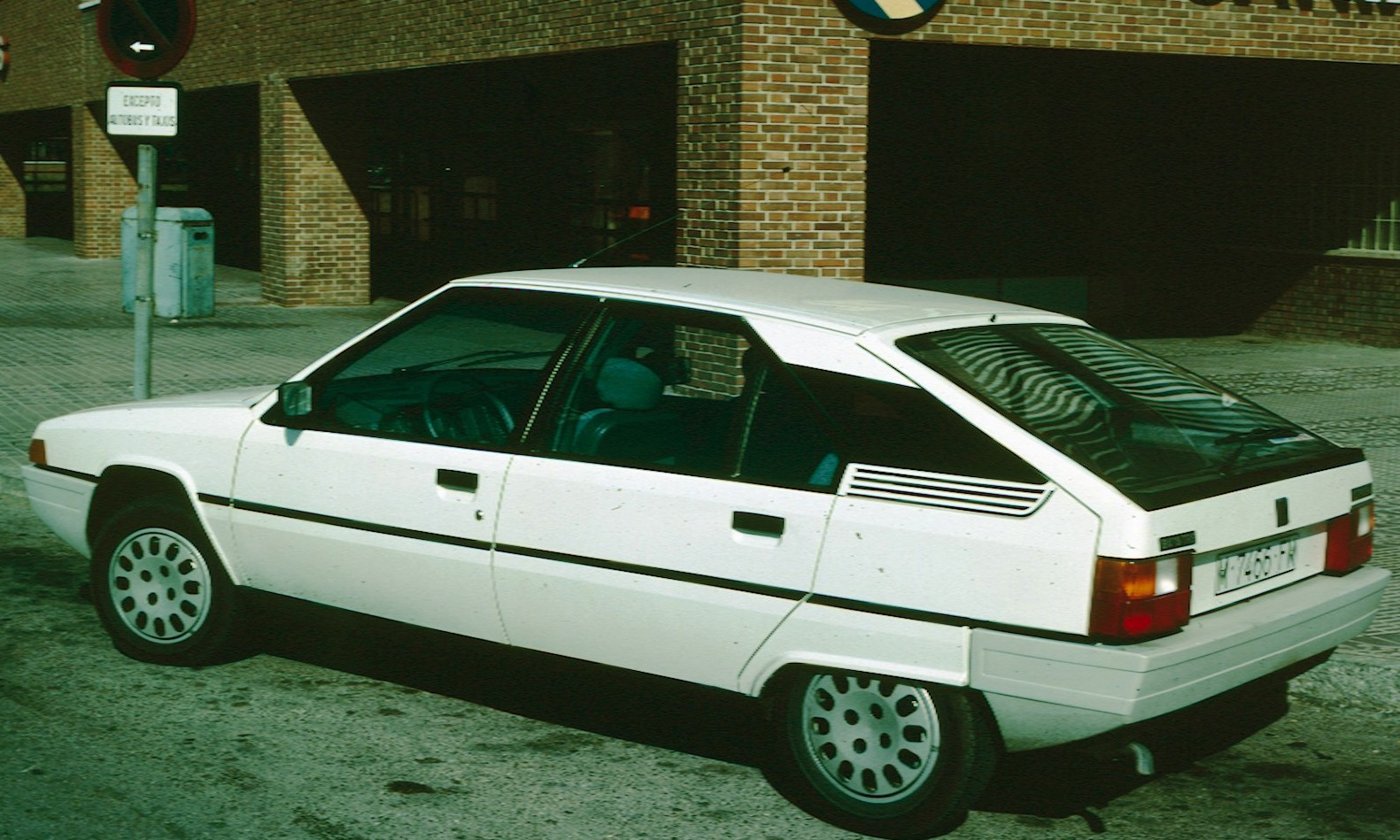
Heckansicht
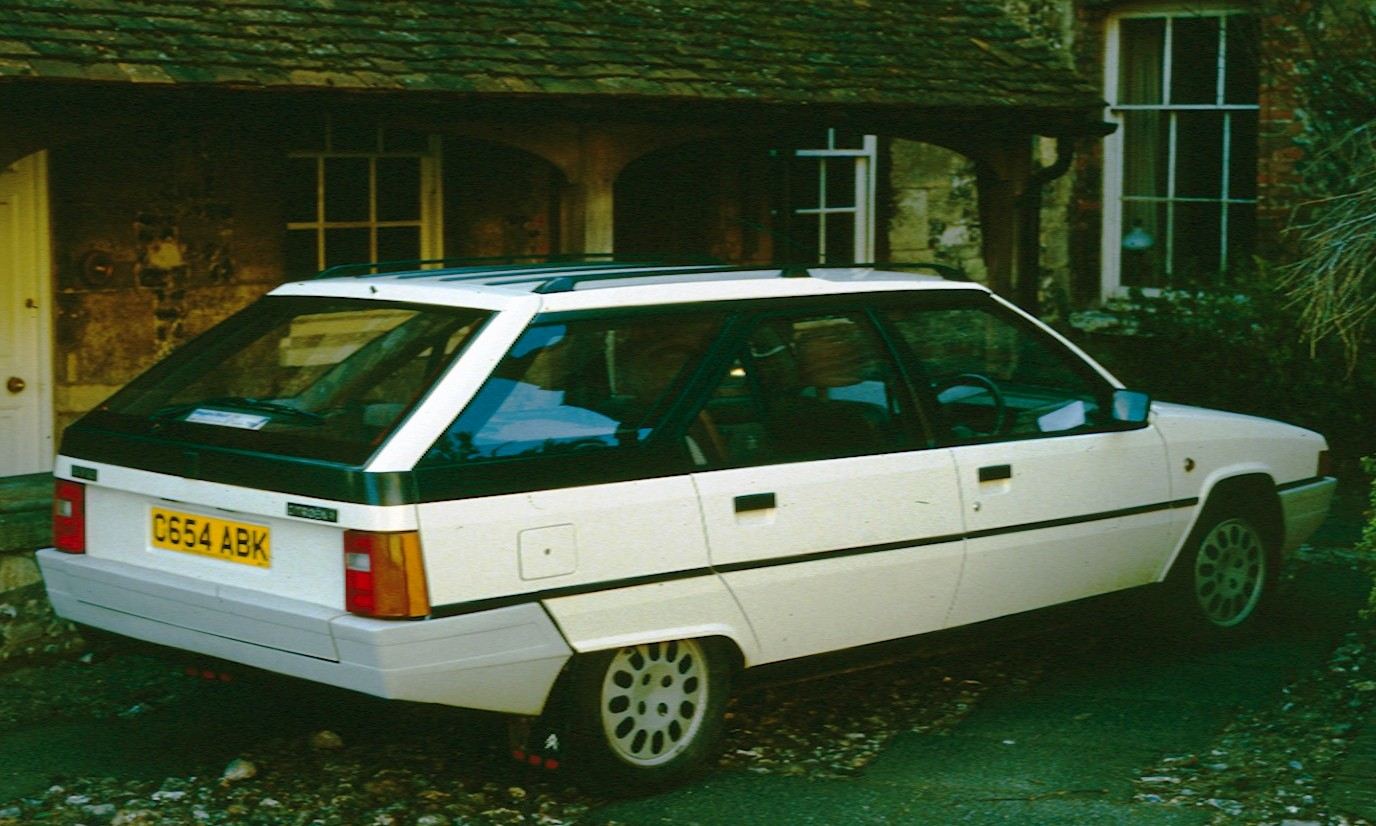
Citroën BX Break (1985–1986)
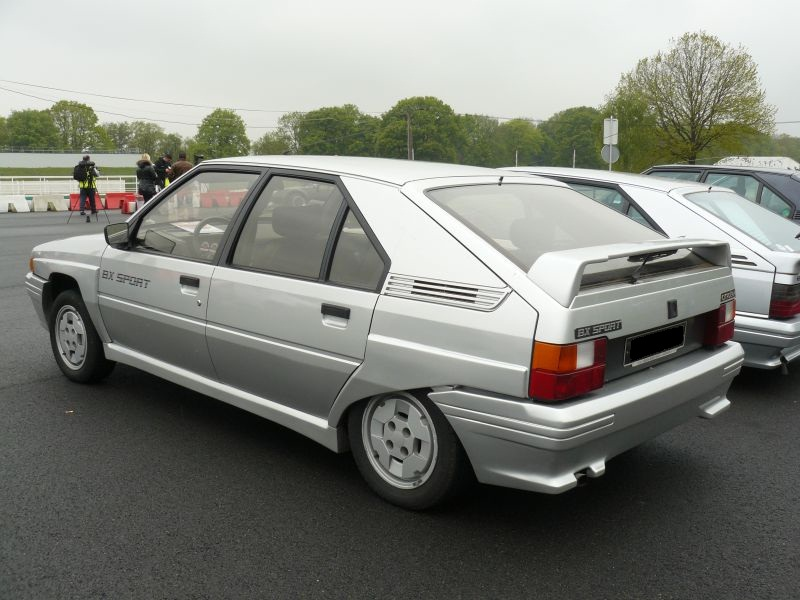
Citroën BX Sport (1985–1986)

### Modellpflege
Bereits kurz nach dem Serienanlauf wurde das Fahrwerk des BX vereinfacht. Bei den ersten Exemplaren waren die vorderen Querlenker noch in Schrägrollenlagern gelagert, um die bei der Hydropneumatik typischen großen Fahrwerksbewegungen bewältigen zu können. Diese Schrägrollenlager liefen auf gummigelagerten Hülsen, um die in Fahrwerken unverzichtbare Längselastizität zur Vibrationsisolierung zu gewährleisten.
Im Juli 1986 wurde der BX innen und außen überarbeitet. Von da an bezeichnet man den BX als „Serie II“.
Die vorderen Blinker wurden großflächiger und erhielten eine farblose Verglasung, zudem wurde das Armaturenbrett vollständig umgestaltet. Walzentacho und Bedienungssatelliten wichen normalen Analoginstrumenten und konventionellen Bedienelementen.
Das Design des BX wurde im XM weiterentwickelt.

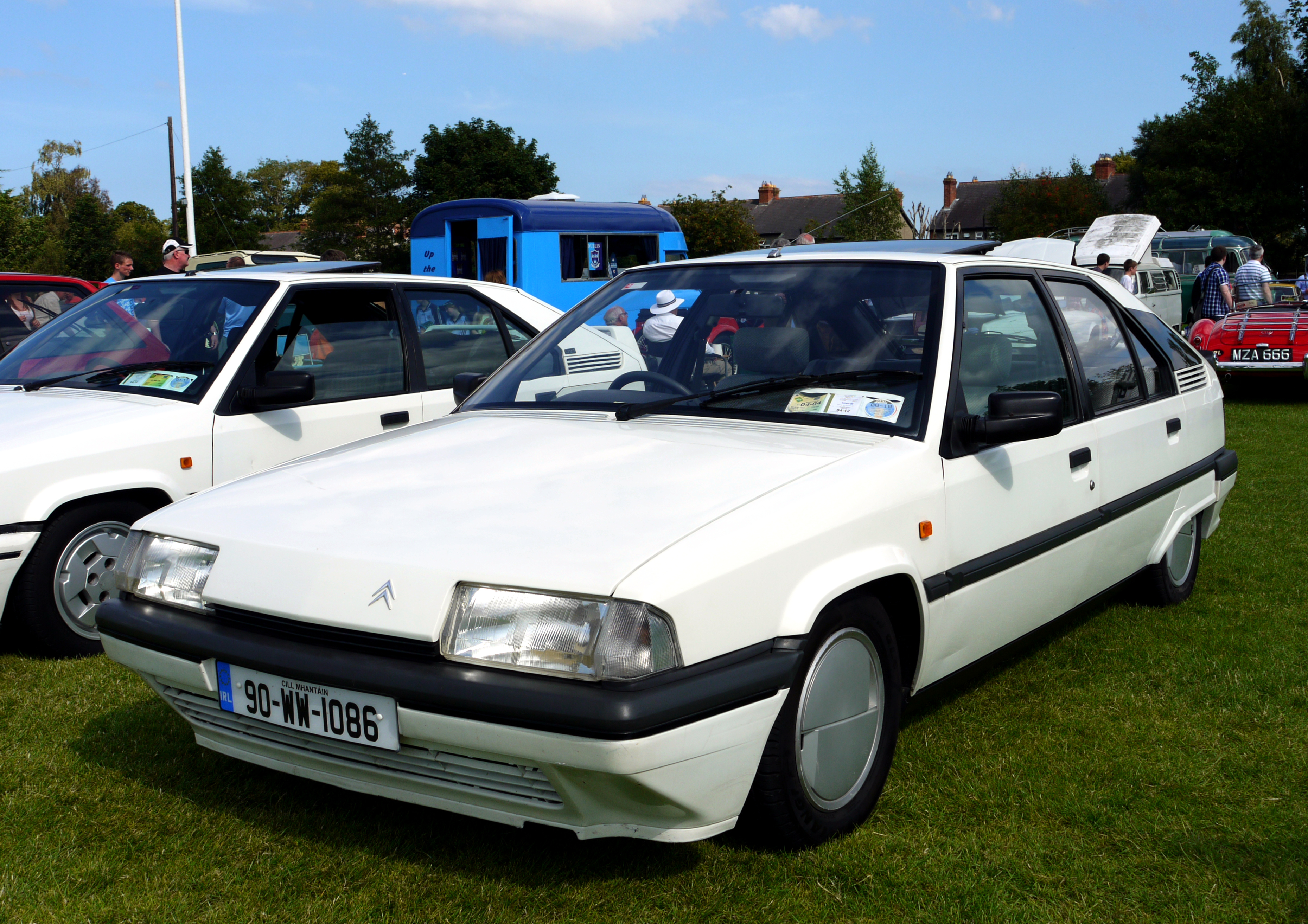
Citroën BX (1986–1993)
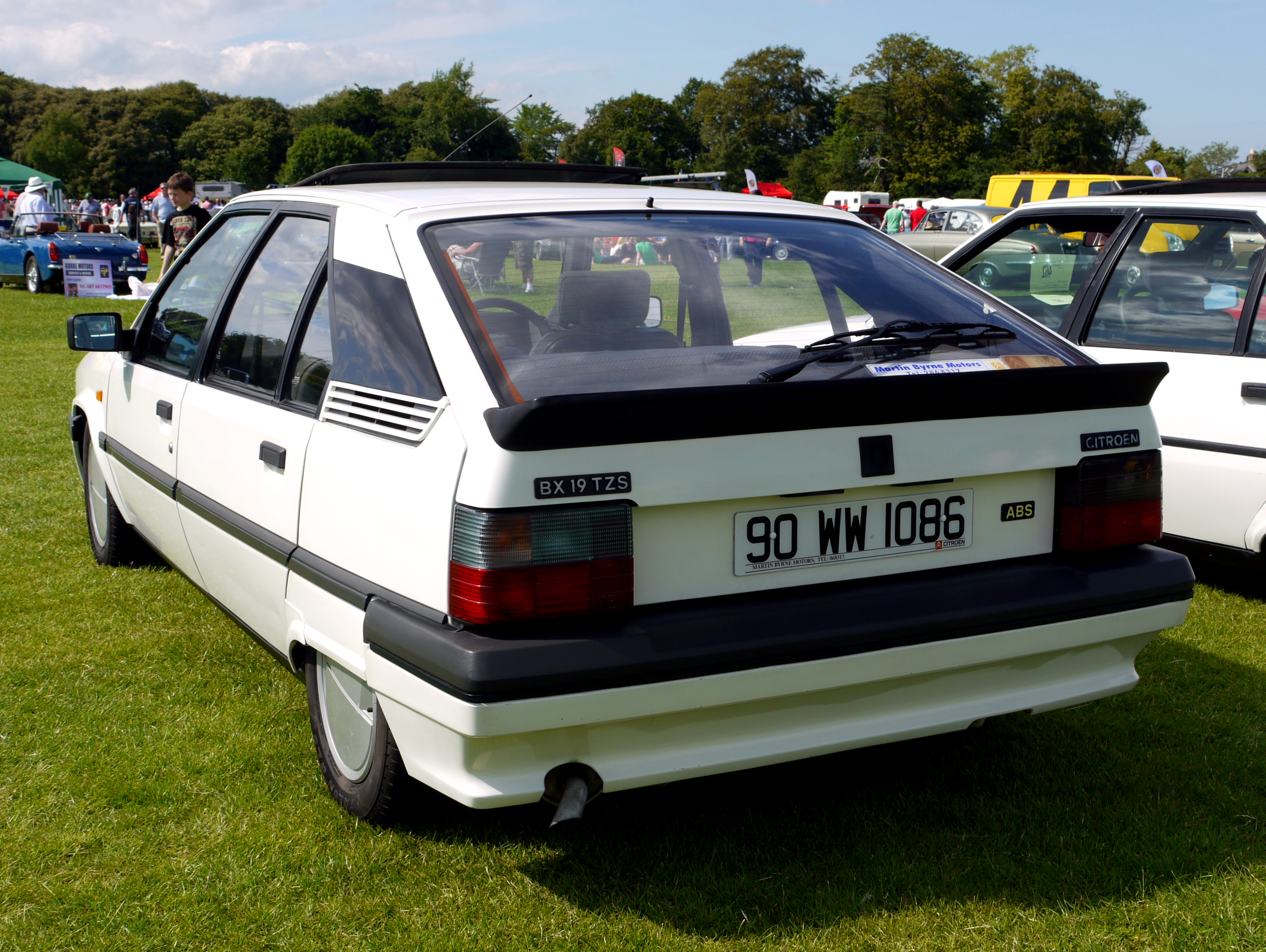
Heckansicht
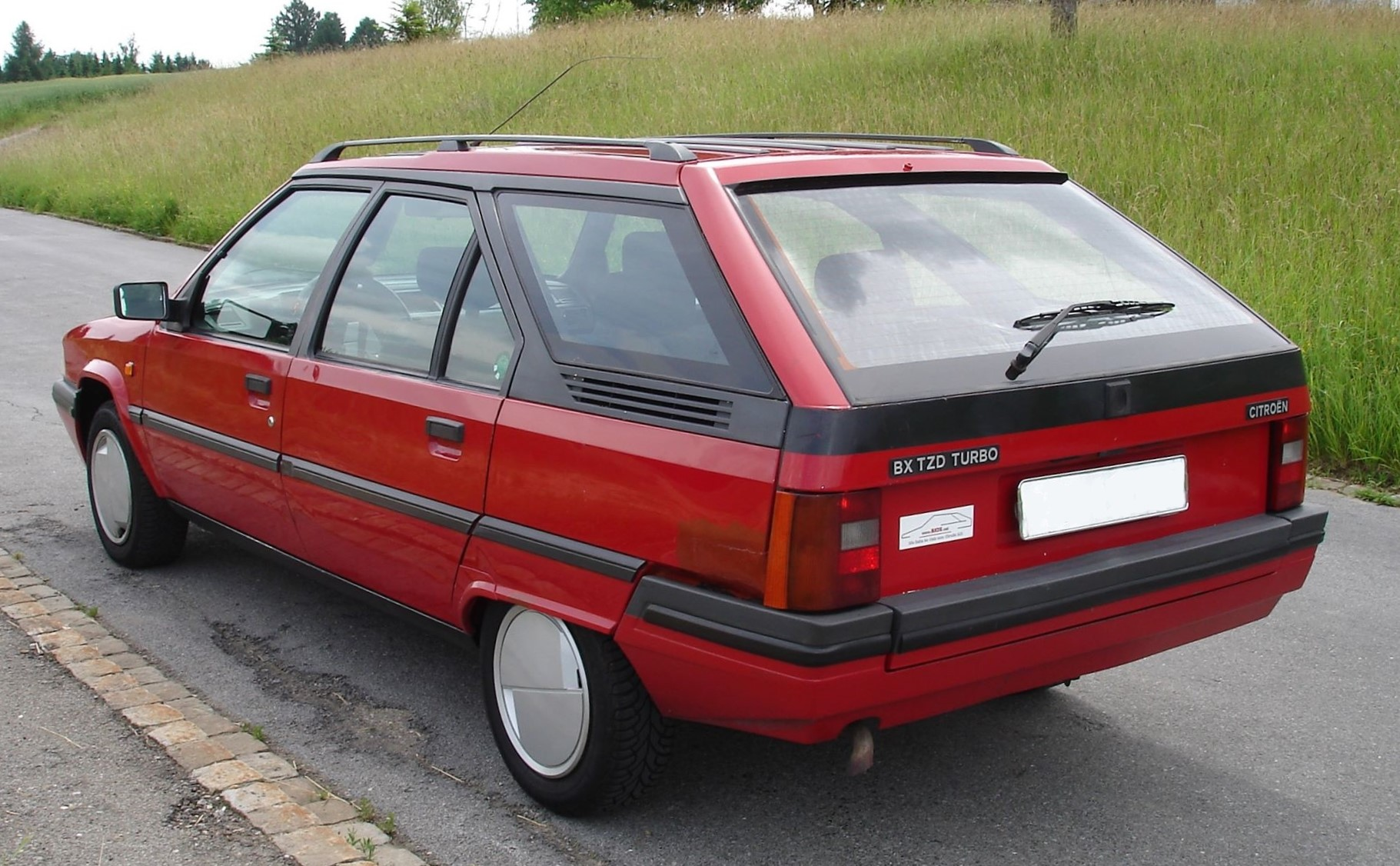
Citroën BX Break (1986–1994)
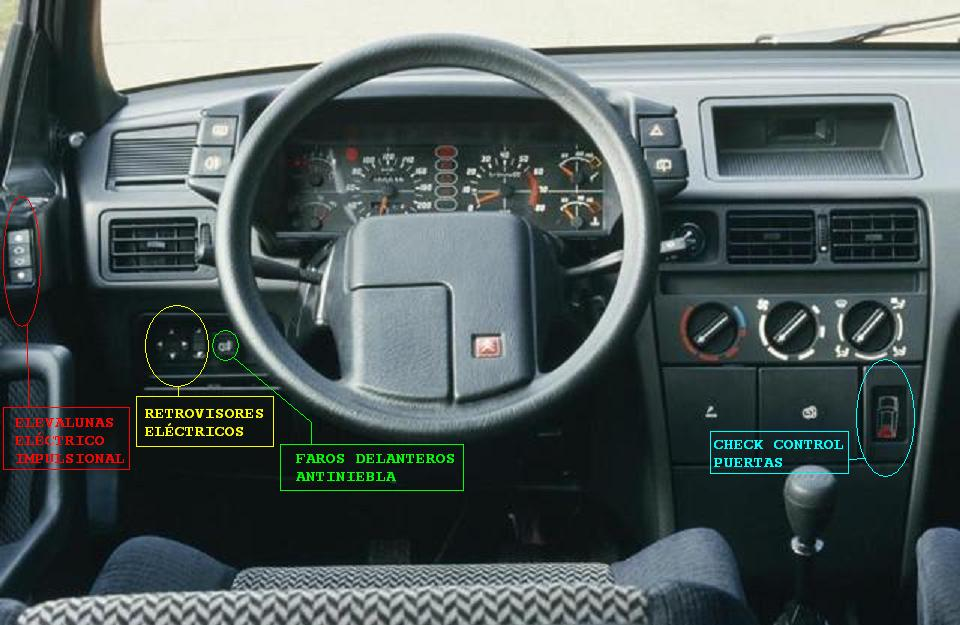
Cockpit
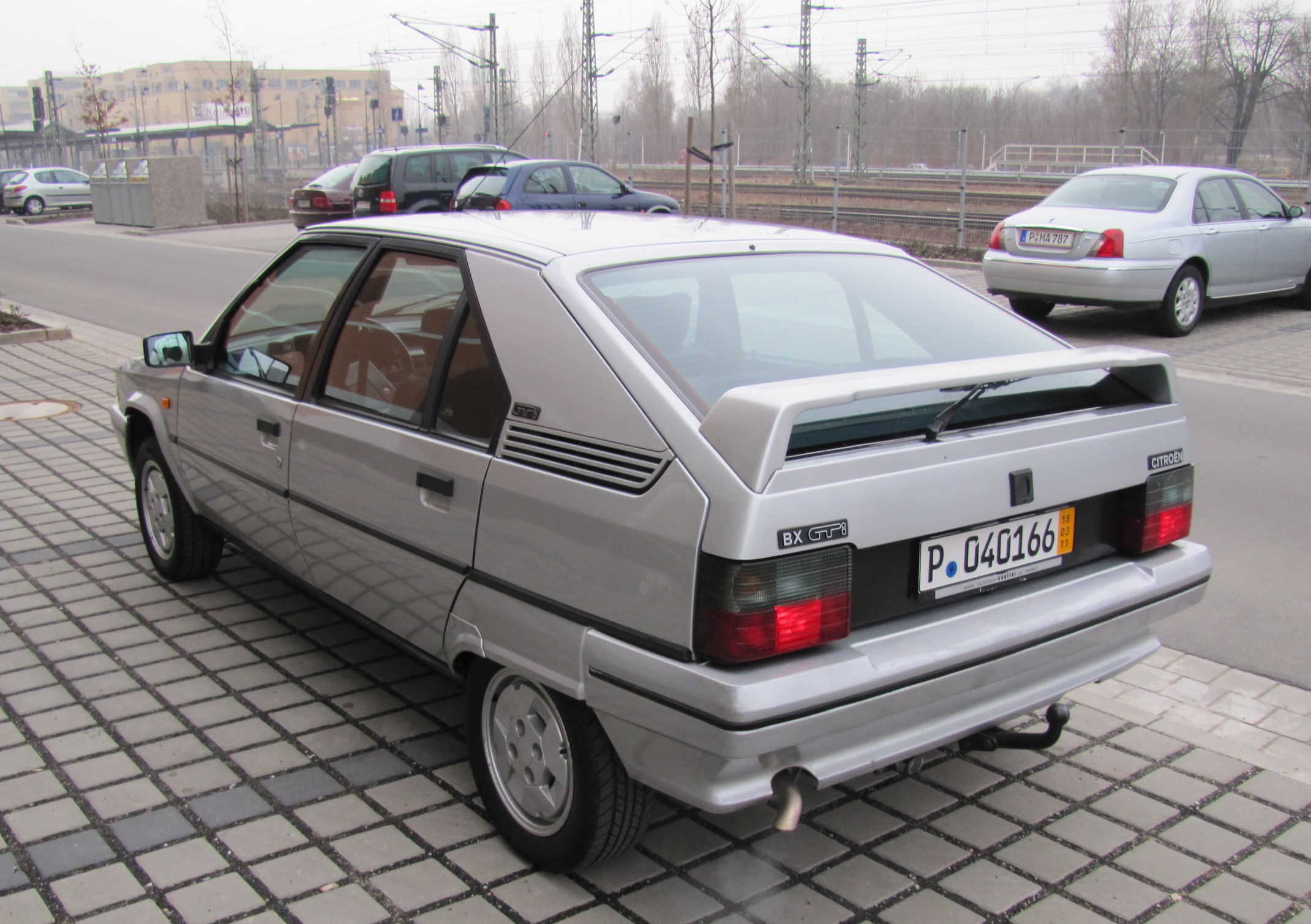
Citroën BX 19 GTi (1986–1993)
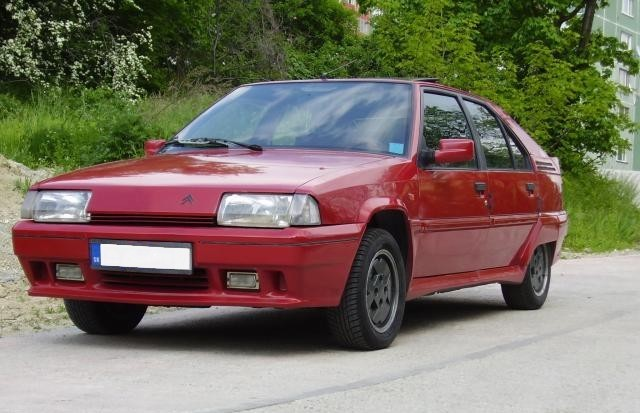
Citroën BX 19 GTi 16V (1987–1993)

### Modellpalette
In den ersten Jahren war es noch recht einfach, von der Typenbezeichnung auf das Ausstattungsniveau zu schließen. Zwar waren einige Details vom jeweils installierten Motor abhängig, aber grundsätzlich galt: Je mehr Buchstaben das Typenschild zierten, desto höher war das Ausstattungsniveau.
Das recht karg ausgestattete Basismodell wurde auf den meisten Märkten schlicht und einfach mit der Bezeichnung BX angeboten, verfügte über ein 4-Gang-Getriebe, kunststoffbezogene Türverkleidungen und Stahlfelgen.
Der Break genannte Kombi war in dieser Ausstattung nicht verfügbar. Optisch aufgewertet und mit 5-Gang-Getriebe, Radzierdeckeln, stoffbezogenen Türverkleidungen und Radiovorbereitung ausgestattet, waren die Versionen mit zwei Buchstaben am Ende der Typenbezeichnung, zum Beispiel BX 14 RE, 15 RE (nur Break), 16 RS, 19 RI, 17 RD und 19 RD. Dies war auch die häufigste Ausstattungsstufe für den Break, der – mit Ausnahme des 1700er-Saugdiesels und des 16-Ventilers – mit allen Motoren angeboten wurde.
Einen großen Fortschritt lieferten die „Drei-Buchstaben-Modelle“, wie beispielsweise BX 14 TRE, BX 16 TRS/TRI, BX 19 TRS/TRI und BX 19 TRD (ab September 1988 wurden diese Modellkürzel zu 14 TGE, 15 TGE, 16 TZI/TZS, 16 TGI, 19 TZI/TZS und 19 TZD). Hier gehörten Zentralverriegelung (teilweise mit Infrarotfernbedienung), vier elektrische Fensterheber, Heckscheibenwischer, elektrische Ölstandkontrolle, Türmonitor, Kartenleselampen, Velourspolsterung, Servolenkung und einiges mehr bereits zur Serienausstattung.
Die Spitze der Palette bildeten die ab April 1985 angebotenen Versionen BX 19 GT (ab 1986: GTi), BX Sport und GTi 16V, der in Frankreich GTi 16S („Soupape“, franz. für Ventil) genannt wurde. Die GTi-Modelle verfügten unter anderem zusätzlich über Spoiler, Nebelscheinwerfer, elektrisch verstellbare Außenspiegel sowie Ölthermometer. Später wurden die Buchstabenkürzel durch Namen wie Pallas, Tecnic oder Millesime ersetzt.

### 4WD
Im Herbst 1989 stellte Citroën die Modelle BX 4WD Break und BX GTi 4WD mit permanentem Allradantrieb vor.
Im 4WD verrichtete der 1,9-Liter-Benzinmotor mit 71–89 kW (96–121 PS) und auf einigen Märkten der 1,7-Liter-Turbodiesel mit 66 kW (90 PS) seinen Dienst. Er wurde auf den meisten Märkten bei einfacherer Ausstattung mit der Karosserie des BX Break vermarktet. Mit geändertem Motormanagement und 88 kW (120 PS) kam der 1,9-Liter-Benzinmotor auch im großzügig ausgestatteten GTi-4WD zum Einsatz – wenn auch nur mit der Limousinenkarosserie.
Der Allradantrieb erfolgte über ein manuell sperrbares Mittendifferential auf beide Achsen, war also tatsächlich „permanent“ – im Gegensatz zu Antriebskonzepten mit Viscokupplung, bei denen zuerst Schlupf an einer Achse auftreten muss, ehe die Viscokupplung kraftschlüssig wird. Mit ABS ausgerüstete Fahrzeuge hatten an der Hinterachse anstelle eines herkömmlichen Differenzials ein Torsen-Differenzial, das bei Schlupf an einem Hinterrad selbsttätig eine Sperrwirkung aufbaut.
Der hohe Preis verhinderte einen größeren Absatz dieses Modells, obwohl gerade die Kombination von permanentem Allradantrieb mit sperrbarem Mittendifferenzial und dank Hydropneumatik einstellbarer Bodenfreiheit den BX 4WD wesentlich geländegängiger machte als manches Mitbewerbermodell.

### Sondermodelle
- Leader (1985): zweifarbige Lackierung, limitierte Stückzahl
- Digit (1985): mit vollelektronischen Digitalinstrumenten, Bordcomputer mit 15 Funktionen, Zentralverriegelung mit Infrarotfernbedienung (PLIP) und Pioneer-Autoradio
- Royale (1988): Metallic-Lackierung, Alufelgen, Nummernschildblende, Dekorstreifen, Auflage 1750
- Chamonix (1988): weiße Sonderlackierung, Alufelgen in weiß, Zierstreifen
- Palmares (1989): Dekorstreifen, Heckscheibenwischer, Samtvelours-Stoffbezüge, Auflage 1000
- Rubin: Glasschiebedach, Heckscheibenwischer, Dekorstreifen, Cassettenradio, Auflage 1000
- Selection: Spezielle Radkappen, Heckscheibenwischer, Dekorstreifen, Cassettenradio, Auflage 2000
- Le Rouge (1989): GTi-Radzierblenden und Samtvelours-Stoffbezüge
- Biarritz: Metallic-Lackierung, GTi-Heckspoiler
- Liner (1989): limitierte Auflage, meteorgraue Metallic-Lackierung, spezielle Radkappen, Zierstreifen
- Calanque (1990): Metallic-Lackierung in Hellgrau oder Blau, Dekorstreifen, Karo-Stoffbezüge
- Deauville / Cannes (1990): Metallic-Lackierung, Dekorstreifen, ABS, Servolenkung, Zentralverriegelung
- Image / Évasion Image (1990): Metallic-Lackierung in Gris-Silex, Dekorstreifen, schwarze Innenausstattung mit rotem Streifenmuster, verchromter Lufteinlass
- Millésime (1990): Metallic-Lackierung in Grau oder Blau, Dekorstreifen, Millésime-Schriftzug
- Top (1991): Metallic-Lackierung, GTi-Sitze, Heckspoiler, Zierstreifen
- Fit (1991[3]): GTi-Sitze und Alufelgen, Lackierungen Weiß oder Rot
- Village (1992), Lackierung in Weinrot oder Saphirblau, Dekorstreifen, Village-Schriftzug, Stoffbezüge, Servolenkung, Zentralverriegelung
- LeMans (1992): Metallic-Lackierung, GTi-Lenkrad, Heckspoiler

In Finnland wurde ein Sondermodell mit zusätzlichem Dachaufbau und fehlenden Rücksitzen verkauft. Es erfreute sich großer Beliebtheit, weil es als LKW zugelassen werden konnte und deswegen deutlich niedrigere Steuern zu zahlen waren als bei einem vergleichbaren PKW.

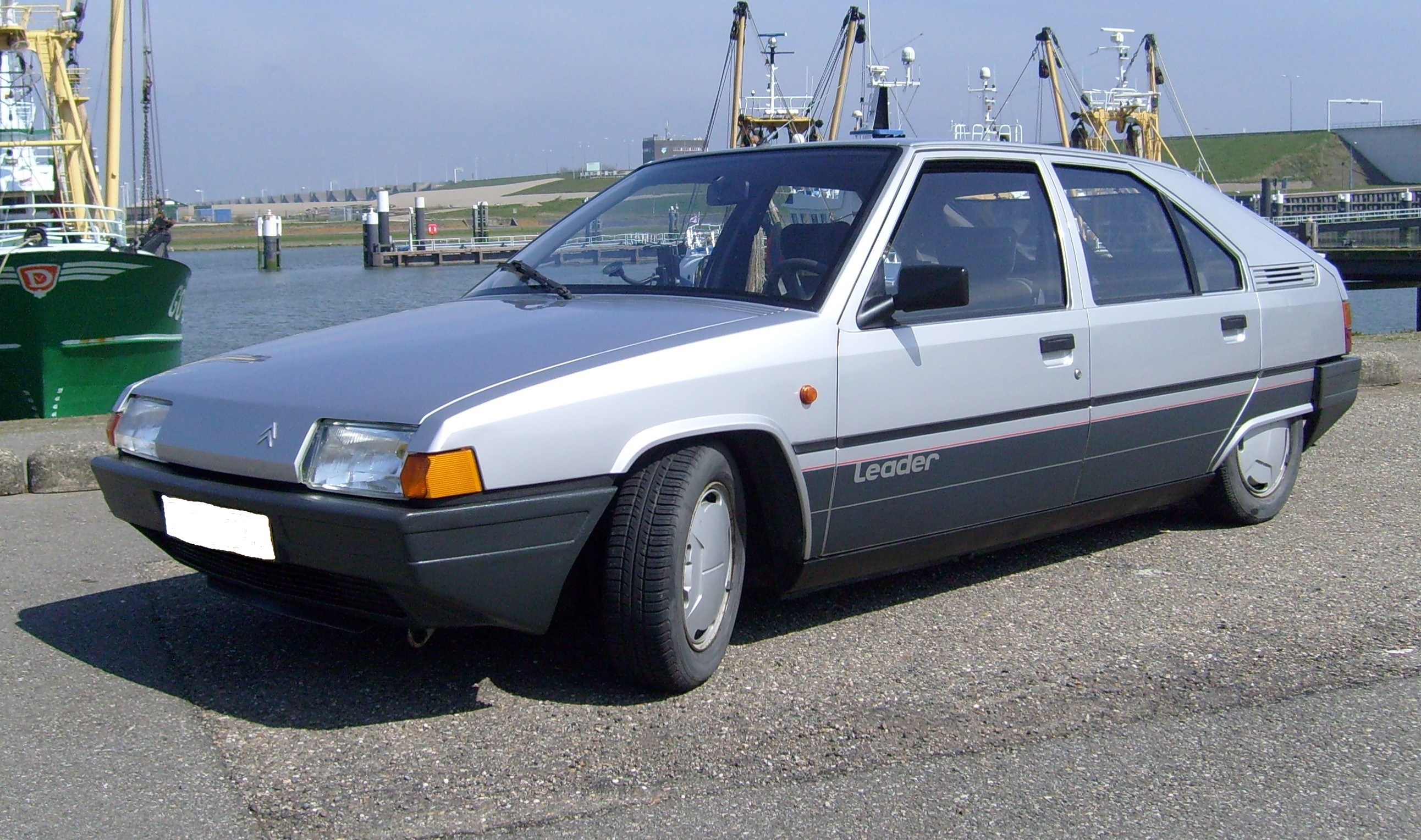
Citroën BX Leader
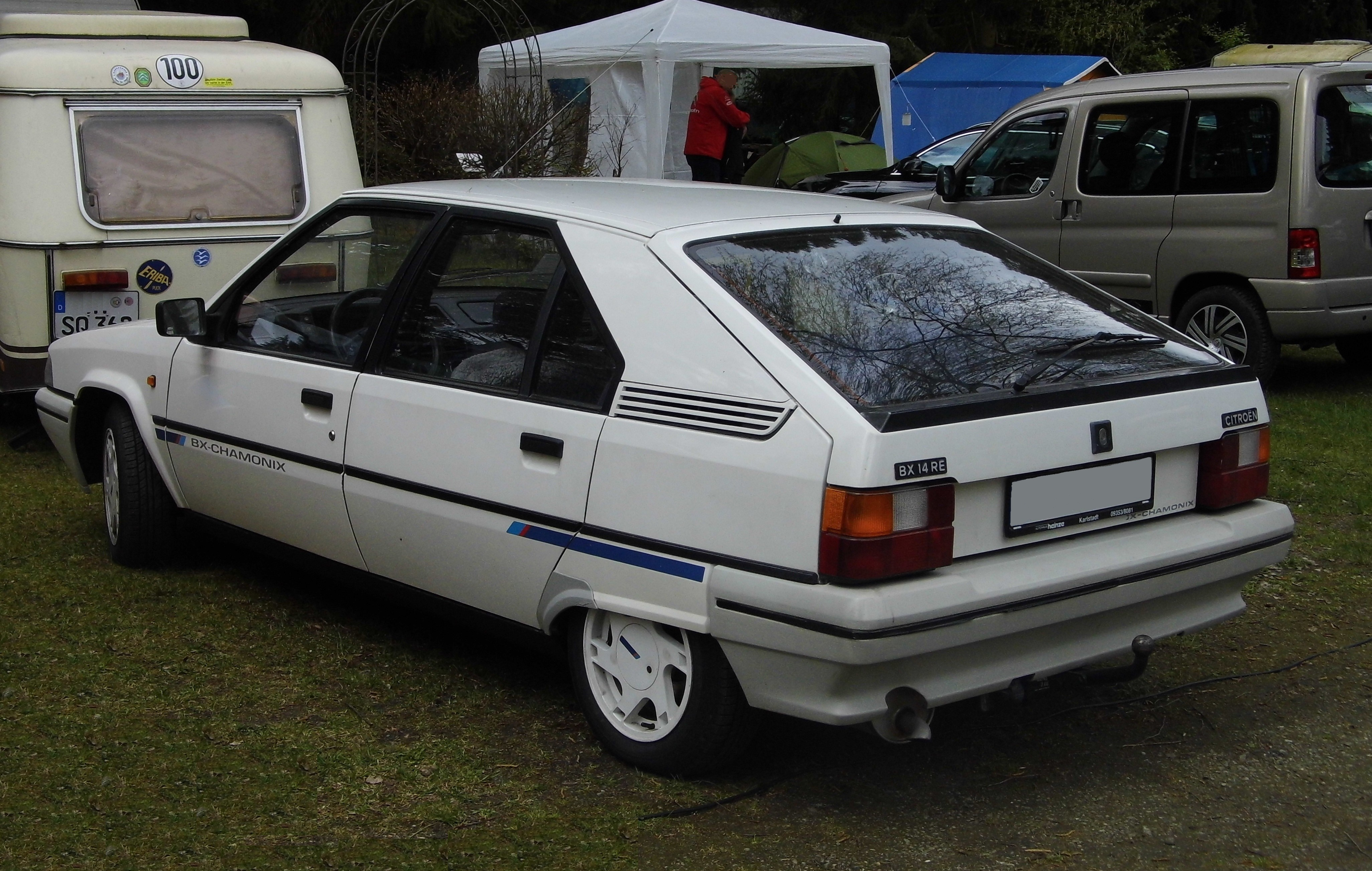
Citroën BX Chamonix
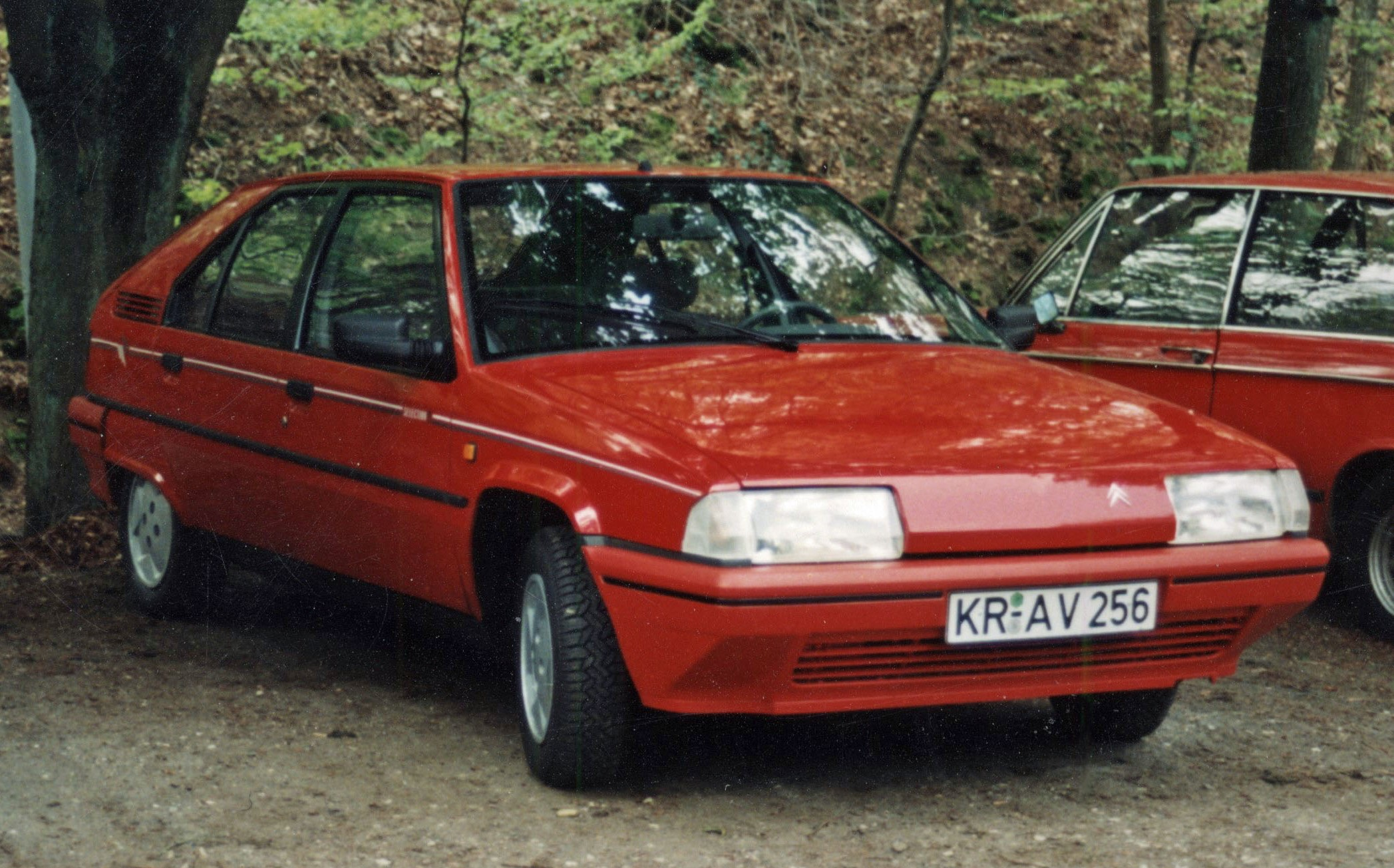
Citroën BX Selection
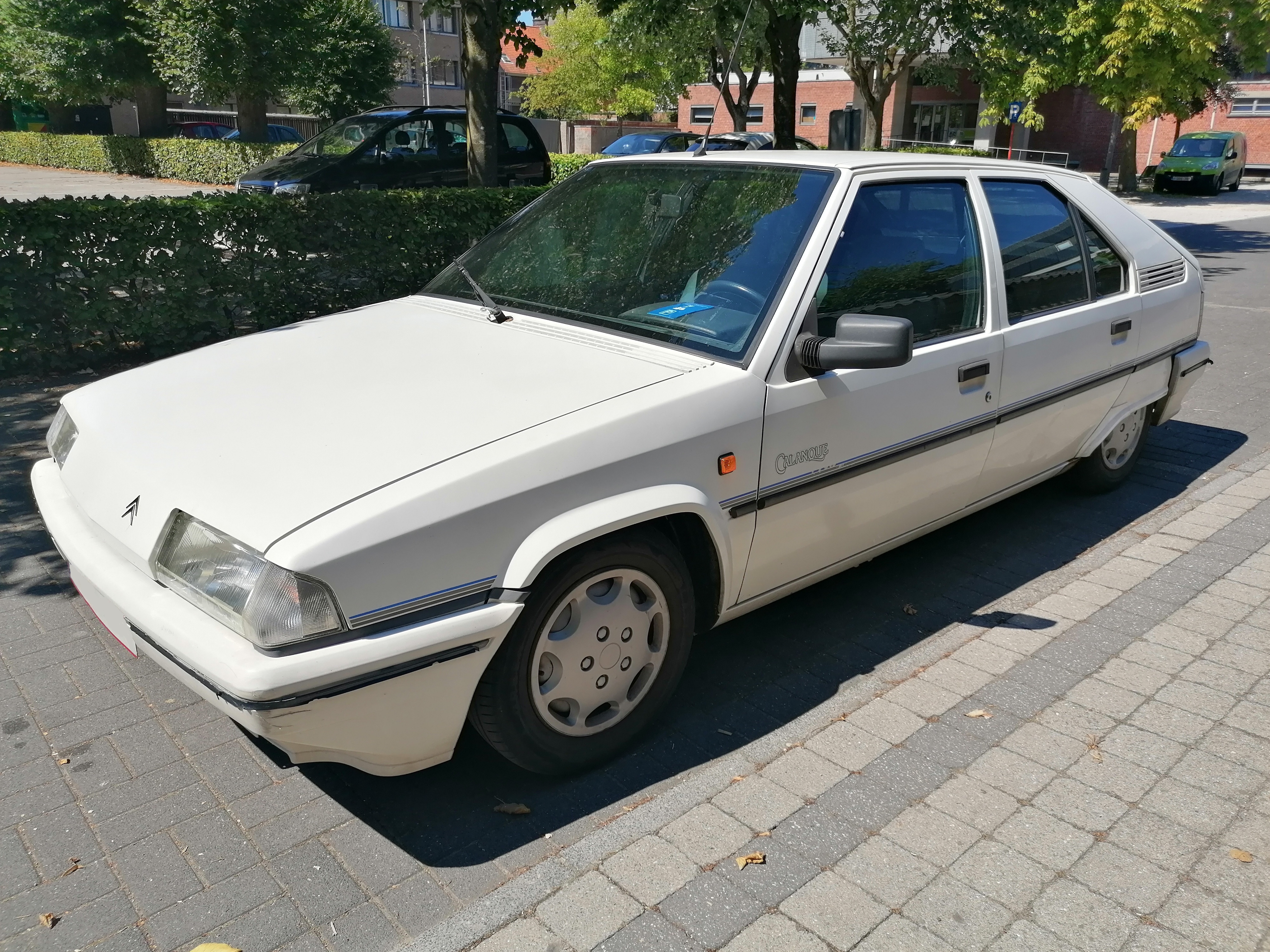
Citroën BX Calanque
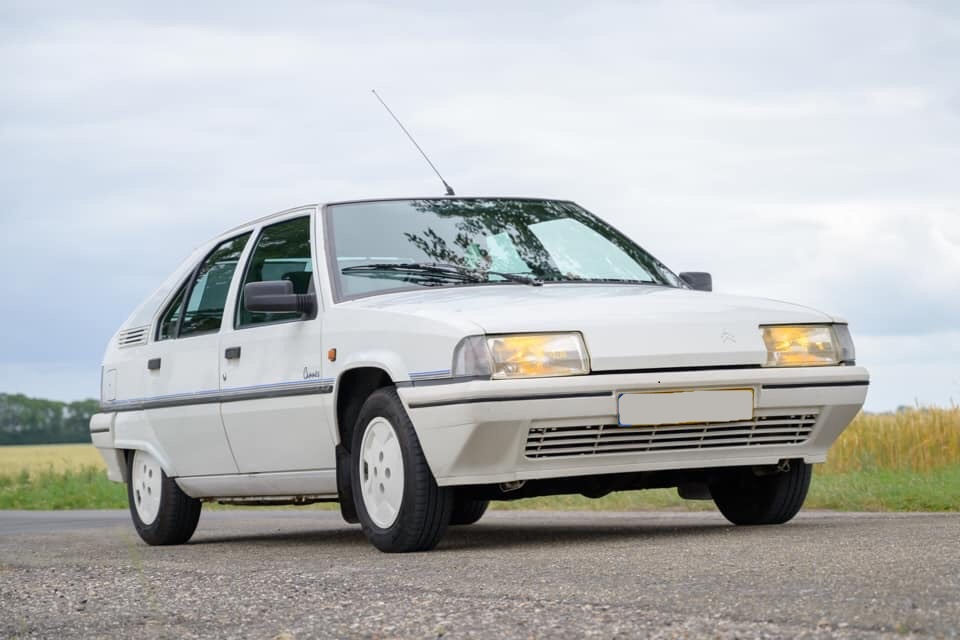
Citroën BX Cannes
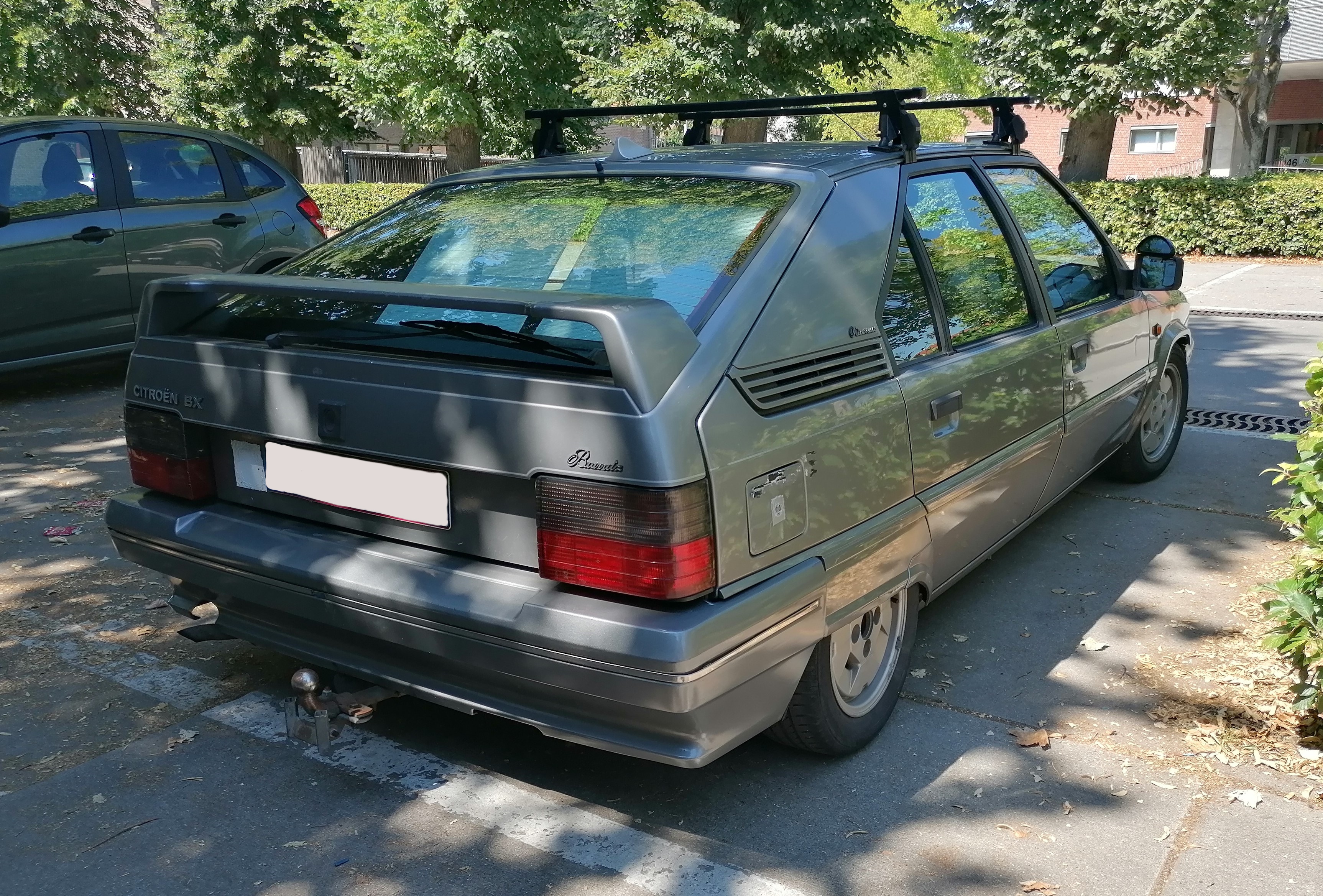
Citroën BX Biarritz
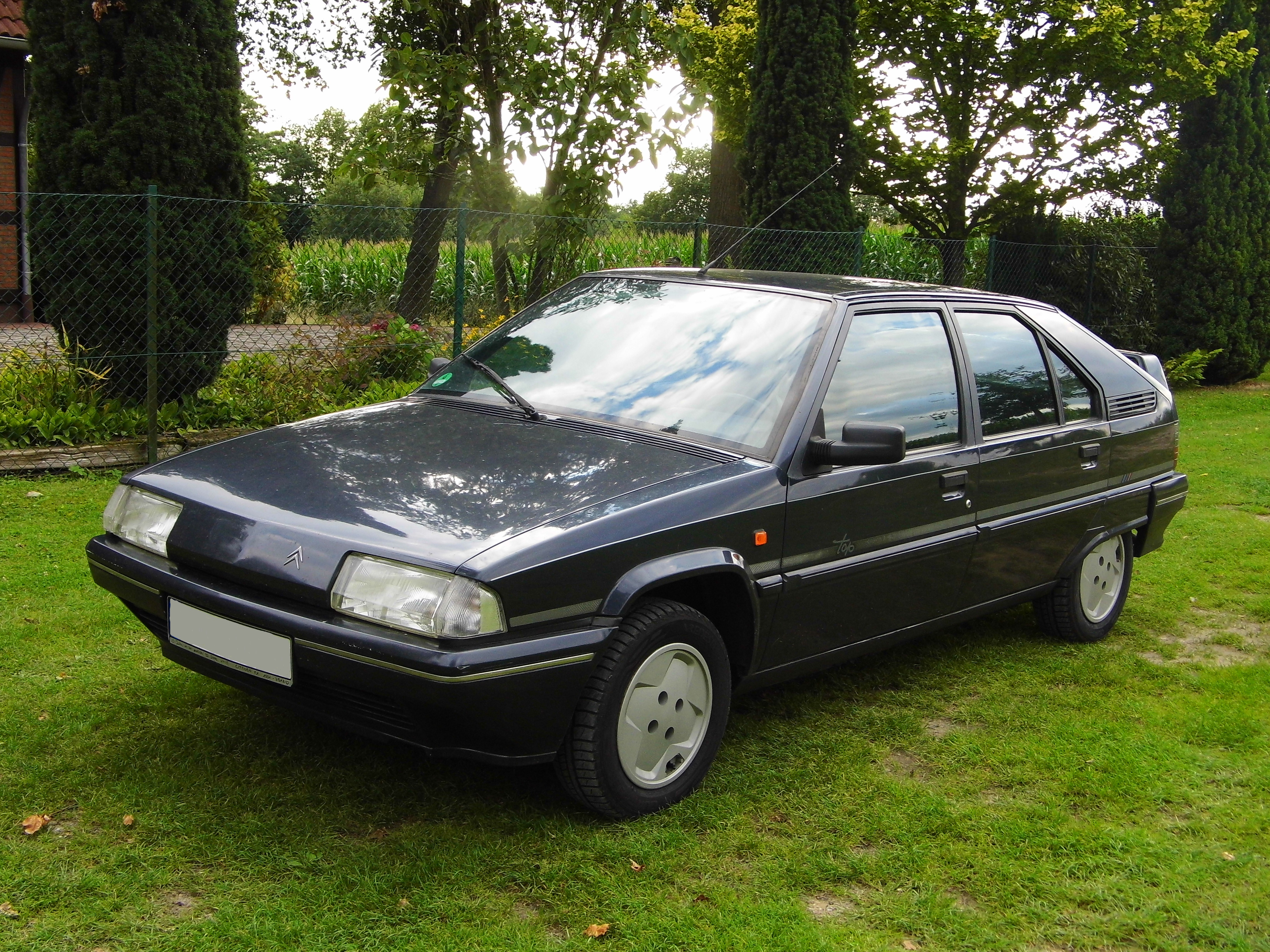
Citroën BX Top
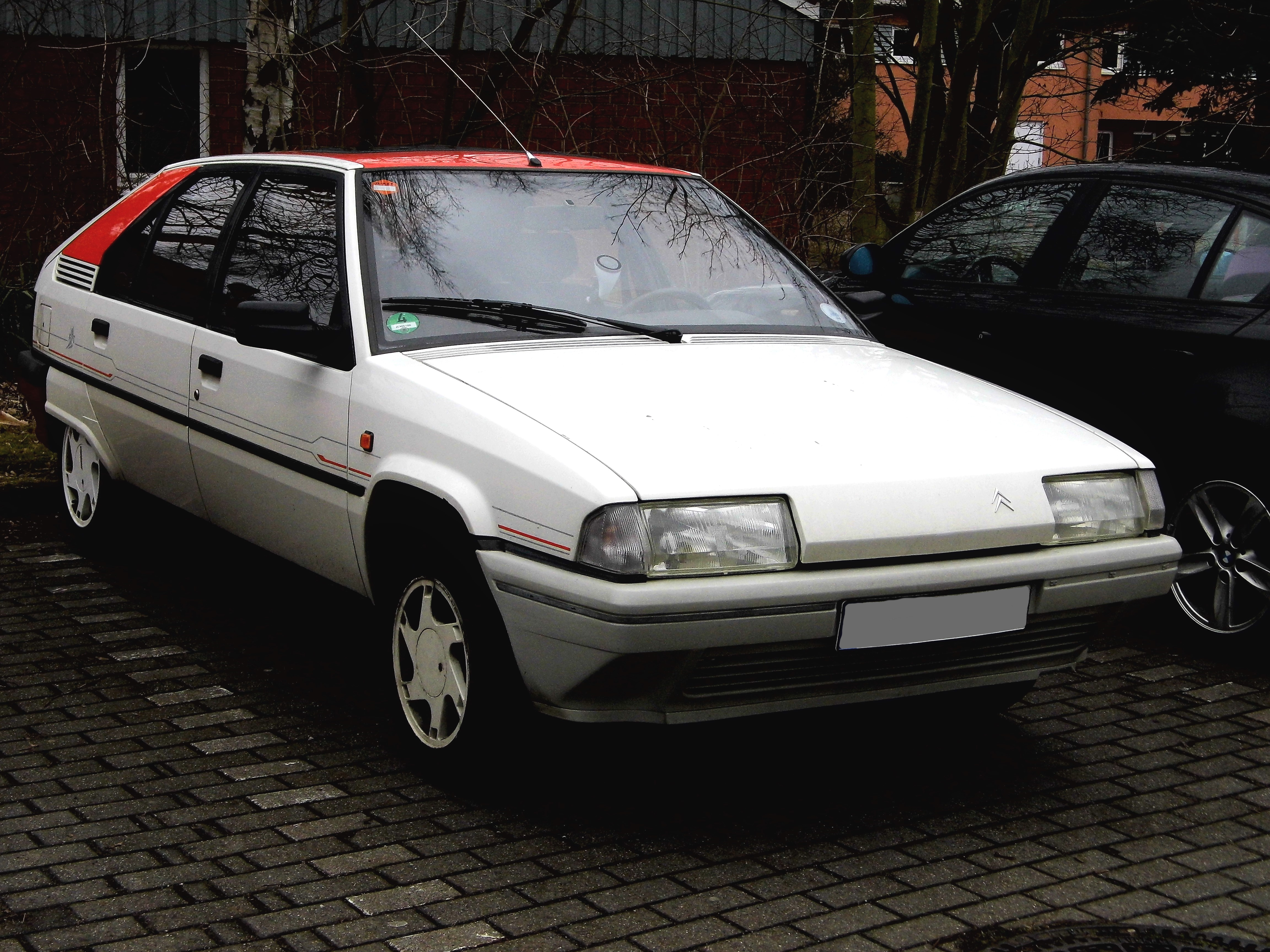
Citroën BX Fit
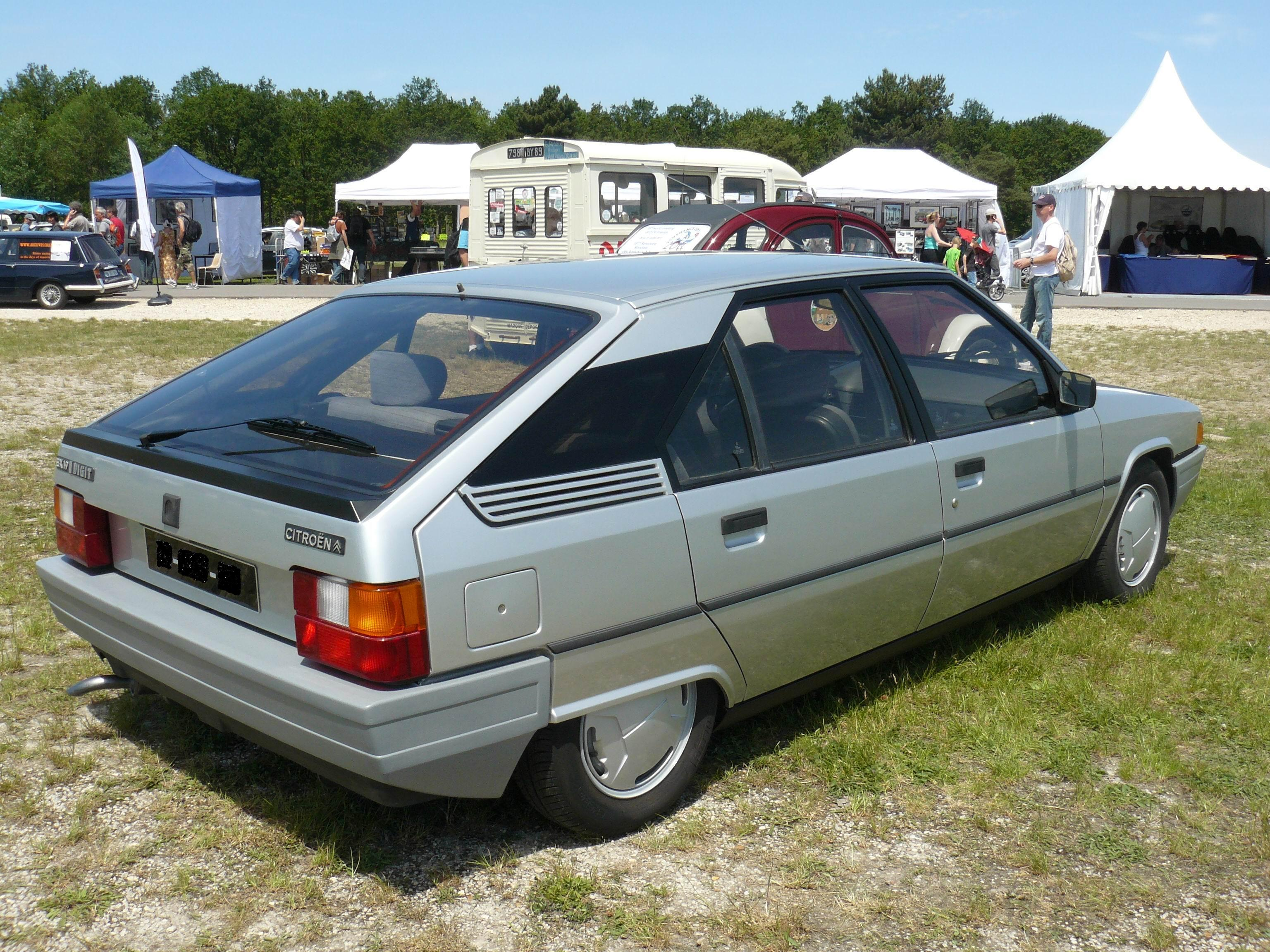
Citroën BX Digit
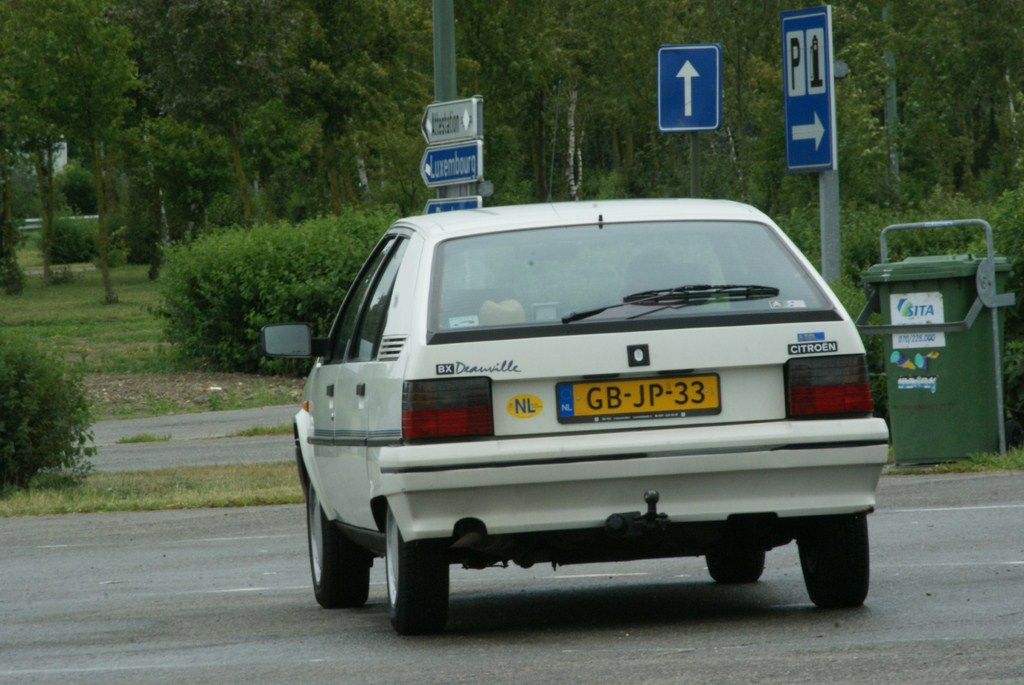
Citroën BX Deauville
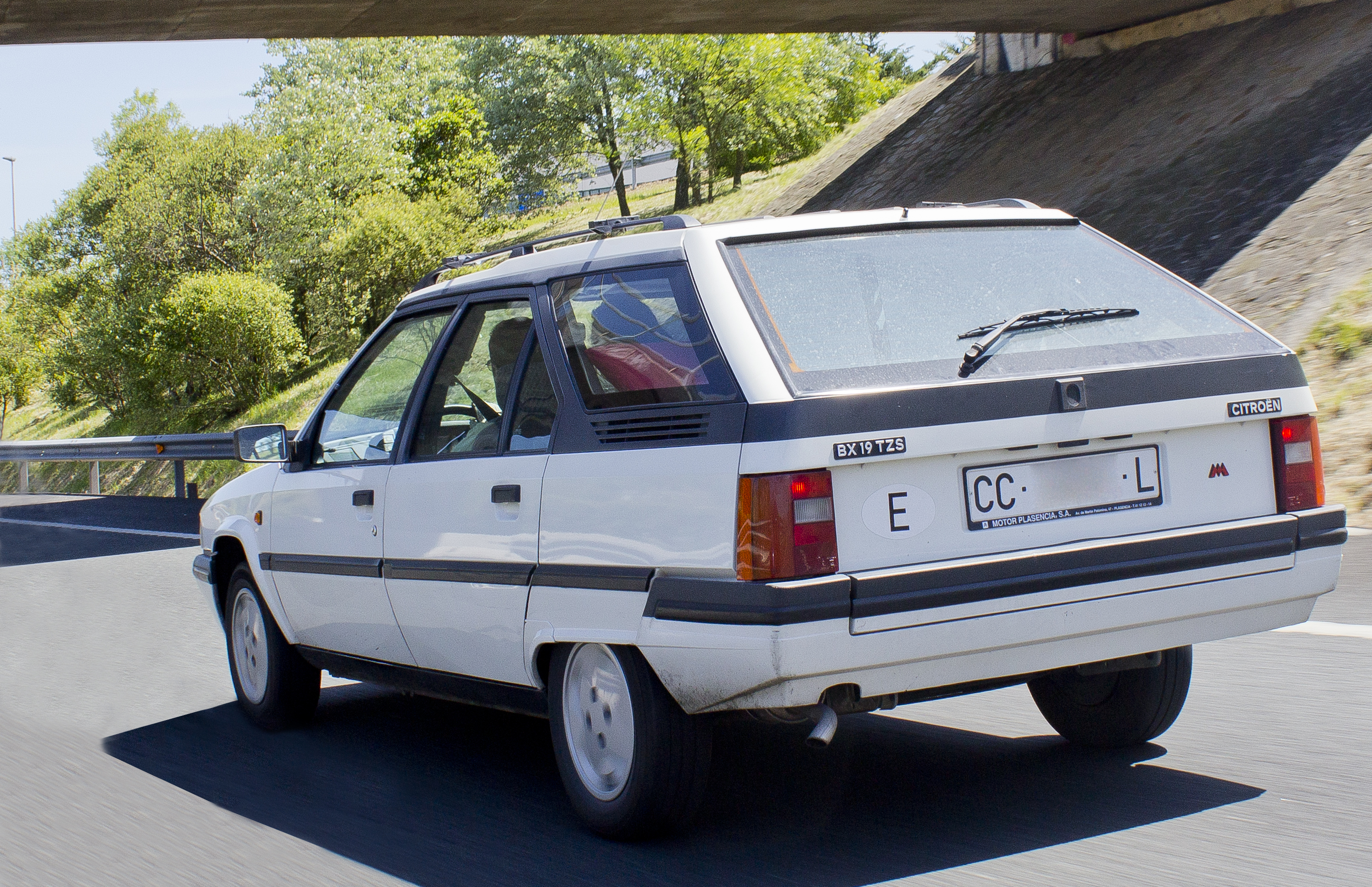
Citroën BX TZS Évasion
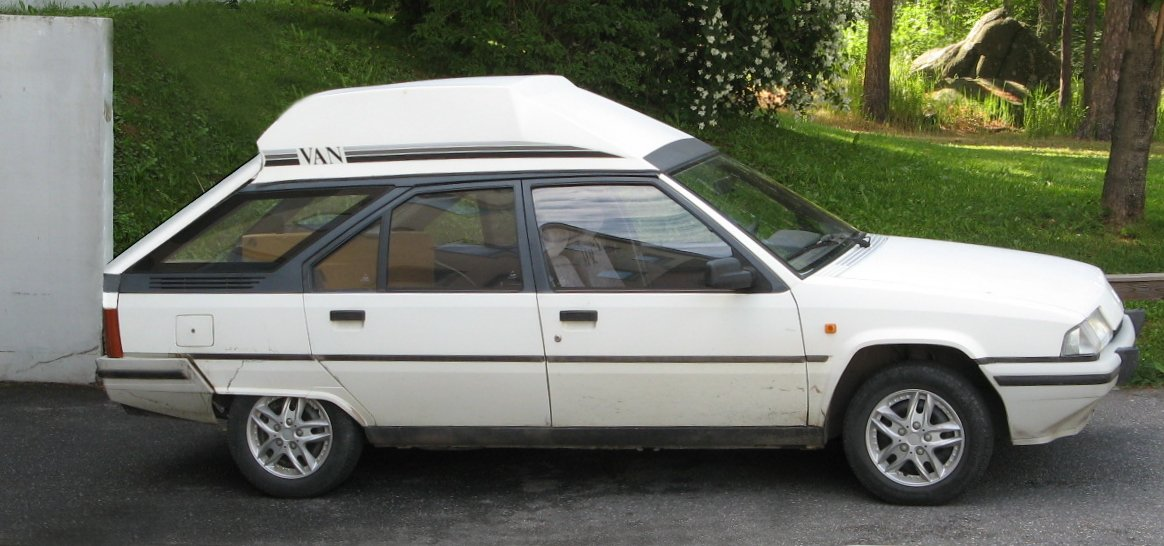
BX-Sondermodell für Finnland

### 4TC
Mit dem BX stieg Citroën 1986 auch in den Gruppe-B-Rallyesport ein. Der speziell entwickelte Rallye-BX hieß BX 4TC und hatte wenig Ähnlichkeit mit dem normalen BX. Er hatte einen sehr langen Vorderwagen, da der Motor (eine Version des Simca-Motors 180 von Chrysler Europe mit Turbolader) im Gegensatz zum normalen BX in Längsrichtung eingebaut war. Der Motor wurde auf 2.141,5 cm³ verkleinert (von 2.155 cm³), um nach Anwendung des FIA-Multiplikationsfaktors von 1,4 unter der Drei-Liter-Grenze zu bleiben. Die Rallye-Version des BX hatte außerdem eine hydropneumatische Federung und das Fünfgang-Schaltgetriebe des Citroën SM. Die Hinterachse stammte vom Peugeot 505 mit Hinterradantrieb und hatte eine Kardanwelle aus kohlenstofffaserverstärktem Kunststoff. Aufgrund des Gruppe-B-Reglements mussten auch 200 Straßenversionen zur Homologation des 4TC gebaut werden, mit einer 200 PS (147 kW) bei 5250 min−1 starken Version des N9TE-Motors.
Der 4TC war im Wettbewerb der Rallye-Weltmeisterschaft nicht erfolgreich, sein bestes Ergebnis war ein sechster Platz bei der Rallye Schweden 1986. Der 4TC nahm nur an drei Rallyes teil, bevor die Gruppe-B-Klasse Ende 1986 nach dem Tod von Henri Toivonen in seinem Lancia Delta S4 bei der Tour de Corse Rallye verboten wurde. Der BX 4TC war schwer, hatte eine ungünstigere Gewichtsverteilung und litt auch unter einem im Vergleich zur Konkurrenz eingeschränkten Federweg und hatte kein Zentraldifferential für den Ausgleich zwischen Vorder- und Hinterachse, was die Leistungsfähigkeit des Fahrzeugs insbesondere auf dem Asphalt einschränkte.

Nur wenige straßenzugelassene Exemplare wurden verkauft. Von den geplanten 200 Homologationsmodellen wurden nur 86 gebaut, da auch die Gruppe B eingestellt wurde, bevor die Produktion des bereits 1983 geplanten Wagens richtig anlief. Hinzu kam der enorm hohe Preis von 250.000 französischen Francs, was etwas mehr als 80.000 DM oder gut 31.000 US-Dollar entsprach. In Deutschland wurde das Fahrzeug nicht offiziell verkauft.

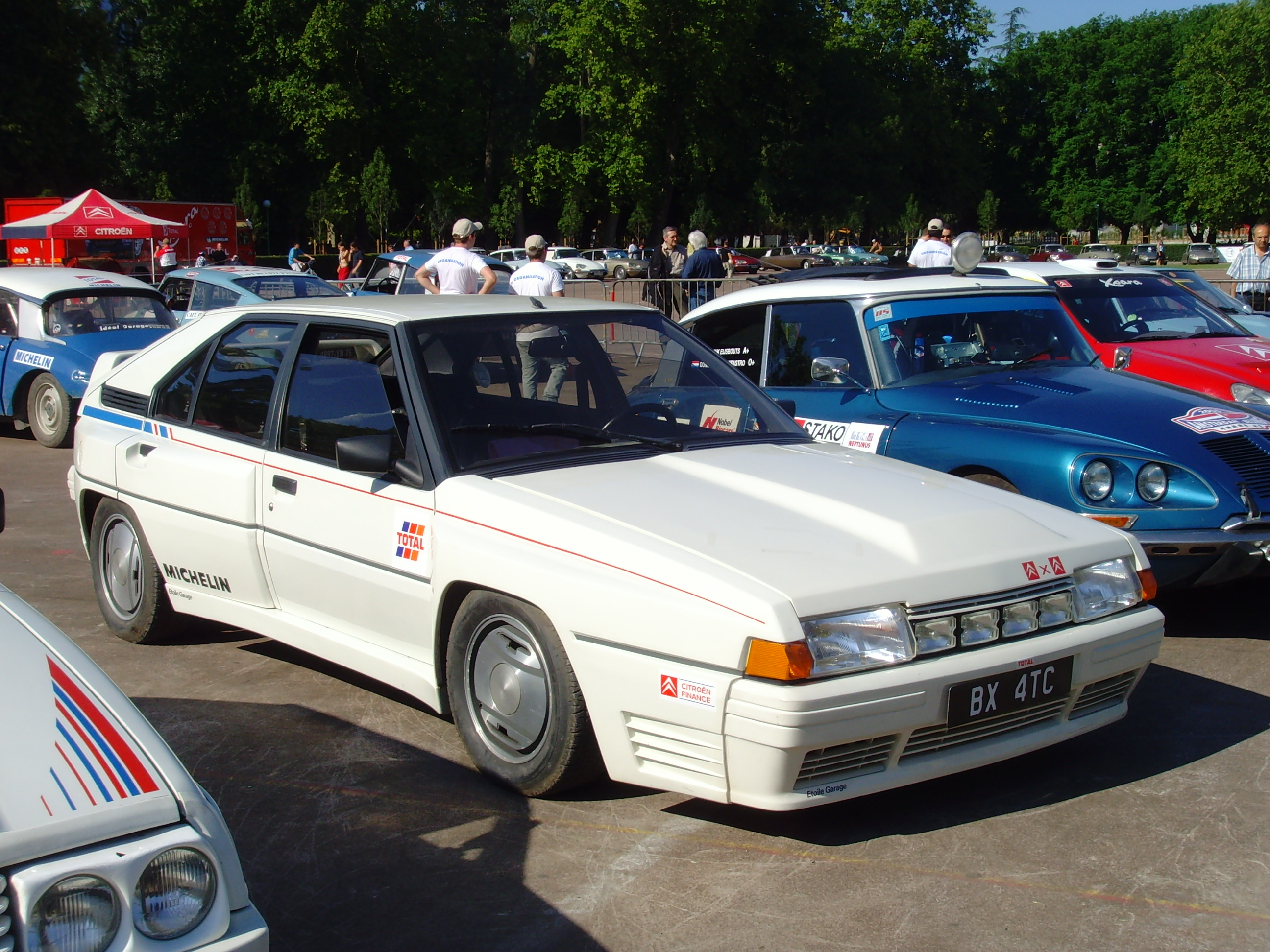
BX 4TC Serienmodell
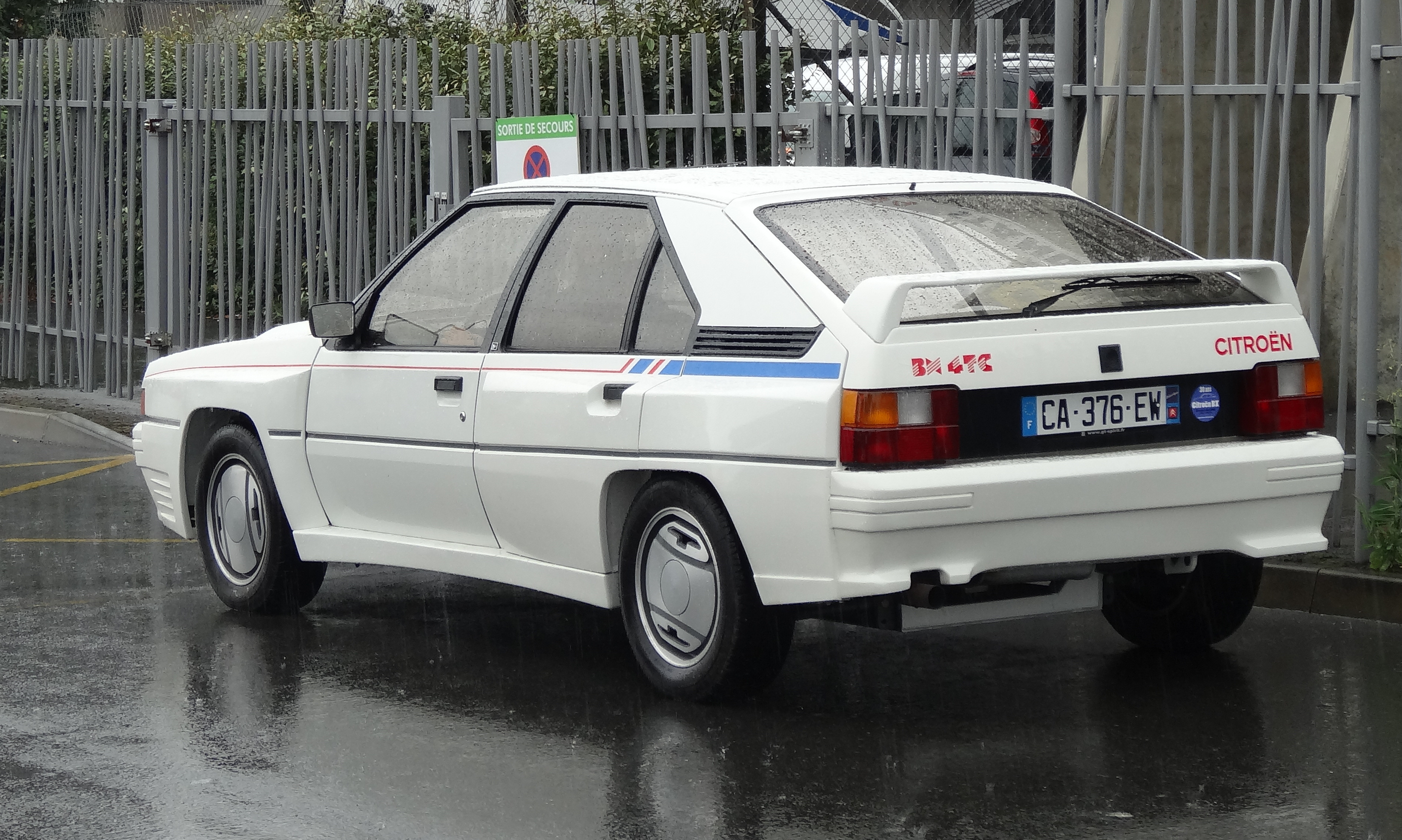
Heckansicht
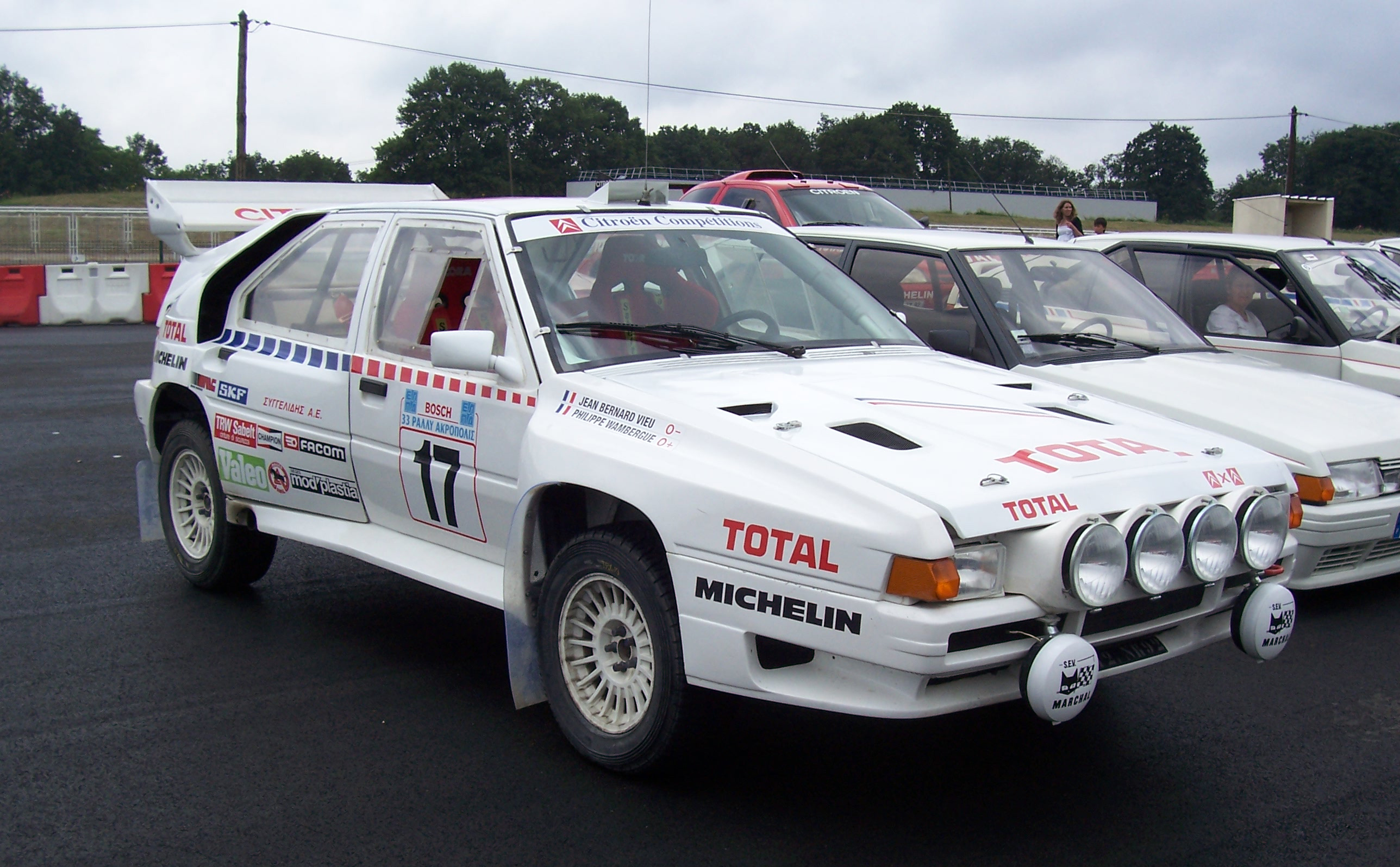
Rallyefahrzeug

## Motoren

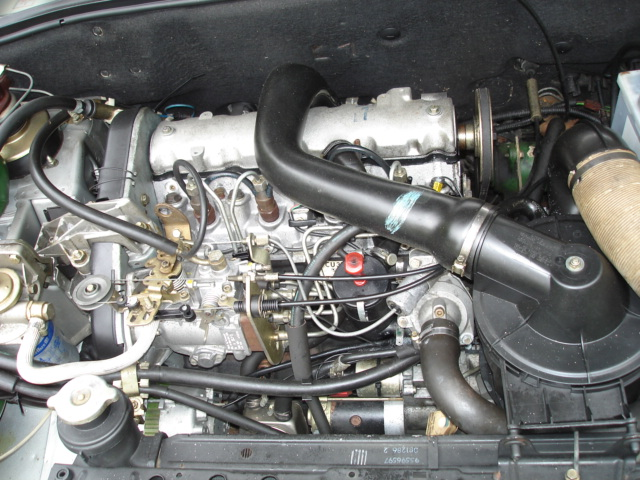
Motorraum des BX 19 TRD mit 47 kW (64 PS)

| Benziner      | Benziner          | Benziner    | Benziner                       | Benziner              | Benziner            | Benziner    | Benziner   | Benziner | Benziner        |
| Modell        | Ausstattung       | Hubraum cm³ | Max. Leistung                  | Max. Drehmoment       | Gemischaufbereitung | Katalysator | 0–100 km/h | Vmax     | Baujahr         |
| ------------- | ----------------- | ----------- | ------------------------------ | --------------------- | ------------------- | ----------- | ---------- | -------- | --------------- |
| BX 11         | –                 | 1124        | 43 kW (58 PS) bei 6250 min−1   | 79 Nm bei 2750 min−1  | Vergaser            | Nein        | 17,3 s     | 150 km/h | 06/1986–08/1988 |
| BX 11         | –                 | 1124        | 40 kW (55 PS) bei 5800 min−1   | 89 Nm bei 3200 min−1  | Vergaser            | Nein        | 16,3 s     | 154 km/h | 09/1988–06/1991 |
| BX 14         | –                 | 1360        | 46 kW (62 PS) bei 5500 min−1   | 108 Nm bei 2500 min−1 | Vergaser            | Nein        | 14,1 s     | 162 km/h | 08/1982–08/1988 |
| BX 14         | –                 | 1360        | 40 kW (55 PS) bei 5000 min−1   | 103 Nm bei 2500 min−1 | Vergaser            | Ja          | 18,5 s     | 154 km/h | 07/1986–08/1988 |
| BX 14         | E, RE             | 1360        | 53 kW (72 PS) bei 5750 min−1   | 108 Nm bei 3000 min−1 | Vergaser            | Nein        | 13,5 s     | 163 km/h | 08/1982–12/1988 |
| BX 14         | TE, TGE           | 1360        | 53 kW (72 PS) bei 5600 min−1   | 111 Nm bei 3400 min−1 | Vergaser            | Nein        | 14,9 s     | 167 km/h | 01/1989–05/1992 |
| BX 14         | TE, TGE           | 1360        | 55 kW (75 PS) bei 6200 min−1   | 109 Nm bei 4000 min−1 | Einspritzung        | Ja          | 13,3 s     | 170 km/h | 01/1989–11/1994 |
| BX 15         | RE, TGE           | 1580        | 59 kW (80 PS) bei 5600 min−1   | 132 Nm bei 2800 min−1 | Vergaser            | Nein        | 12,6 s     | 170 km/h | 10/1986–05/1992 |
| BX 15         | RE                | 1580        | 53 kW (72 PS) bei 5600 min−1   | 111 Nm bei 3400 min−1 | Vergaser            | Ja          | 14,1 s     | 165 km/h | 09/1988–05/1990 |
| BX 16         | RS, TRS           | 1580        | 66 kW (90 PS) bei 6000 min−1   | 128 Nm bei 3500 min−1 | Vergaser            | Nein        | 11,5 s     | 176 km/h | 08/1982–04/1983 |
| BX 16         | RS, TRS           | 1580        | 68 kW (92 PS) bei 6000 min−1   | 131 Nm bei 3500 min−1 | Vergaser            | Nein        | 11,3 s     | 176 km/h | 04/1983–01/1984 |
| BX 16         | RS, TRS, TZS, TGE | 1580        | 69 kW (94 PS) bei 6000 min−1   | 137 Nm bei 3250 min−1 | Vergaser            | Nein        | 11,3 s     | 176 km/h | 01/1984–05/1992 |
| BX 16         | RS, TRS           | 1580        | 55 kW (75 PS) bei 5600 min−1   | 120 Nm bei 3500 min−1 | Vergaser            | Ja          | 14,9 s     | 167 km/h | 12/1986–08/1988 |
| BX 16         | TGI               | 1580        | 65 kW (88 PS) bei 6000 min−1   | 128 Nm bei 2700 min−1 | Einspritzung        | Ja          | 12,6 s     | 174 km/h | 09/1988–11/1994 |
| BX 16         | TRI               | 1580        | 77 kW (105 PS) bei 6250 min−1  | 134 Nm bei 4000 min−1 | Einspritzung        | Nein        | 11,0 s     | 185 km/h | 03/1986–05/1990 |
| BX 16         | GTi               | 1580        | 83 kW (113 PS) bei 6250 min−1  | 131 Nm bei 3000 min−1 | Einspritzung        | Nein        | 10,2 s     | 194 km/h | 09/1988–05/1992 |
| BX 19         | TRS, GT           | 1905        | 77 kW (105 PS) bei 5600 min−1  | 162 Nm bei 3000 min−1 | Vergaser            | Nein        | 10,0 s     | 185 km/h | 04/1985–05/1989 |
| BX 19         | TRI               | 1905        | 77 kW (105 PS) bei 6000 min−1  | 141 Nm bei 3000 min−1 | Einspritzung        | Ja          | 14,1 s     | 180 km/h | 06/1986–05/1989 |
| BX 19         | TZS               | 1905        | 79 kW (107 PS) bei 6000 min−1  | 163 Nm bei 3500 min−1 | Vergaser            | Nein        | 10,7 s     | 187 km/h | 06/1989–05/1992 |
| BX 19         | TZI               | 1905        | 80 kW (109 PS) bei 6000 min−1  | 162 Nm bei 3000 min−1 | Einspritzung        | Ja          | 10,9 s     | 189 km/h | 04/1989–12/1993 |
| BX 19         | TZI               | 1905        | 90 kW (122 PS) bei 5500 min−1  | 169 Nm bei 2750 min−1 | Einspritzung        | Nein        | 9,1 s      | 192 km/h | 06/1986–05/1990 |
| BX 19         | TZI               | 1905        | 88 kW (120 PS) bei 6000 min−1  | 150 Nm bei 3000 min−1 | Einspritzung        | Ja          | 10,9 s     | 189 km/h | 05/1990–11/1994 |
| BX 19         | Sport             | 1905        | 93 kW (126 PS) bei 5800 min−1  | 169 Nm bei 4200 min−1 | Vergaser            | Nein        | 8,9 s      | 195 km/h | 04/1985–06/1986 |
| BX 19         | GTi               | 1905        | 92 kW (125 PS) bei 5500 min−1  | 175 Nm bei 4500 min−1 | Einspritzung        | Nein        | 8,5 s      | 198 km/h | 06/1986–05/1990 |
| BX 19         | GTi               | 1905        | 90 kW (122 PS) bei 5500 min−1  | 169 Nm bei 2750 min−1 | Einspritzung        | Nein        | 9,8 s      | 198 km/h | 05/1990–05/1992 |
| BX 19         | GTi               | 1905        | 88 kW (120 PS) bei 6000 min−1  | 150 Nm bei 3000 min−1 | Einspritzung        | Ja          | 10,9 s     | 196 km/h | 05/1990–12/1993 |
| BX 19         | GTi 16V           | 1905        | 118 kW (160 PS) bei 6500 min−1 | 181 Nm bei 5000 min−1 | Einspritzung        | Nein        | 8,6 s      | 220 km/h | 09/1987–05/1992 |
| BX 19         | GTi 16V           | 1905        | 108 kW (147 PS) bei 6400 min−1 | 166 Nm bei 5000 min−1 | Einspritzung        | Ja          | 9,6 s      | 215 km/h | 03/1988–12/1993 |
| BX 4TC        | –                 | 2141        | 147 kW (200 PS) bei 5250 min−1 | 294 Nm bei 2750 min−1 | Einspritzung        | Nein        | 7,5 s      | 220 km/h | 1985            |
| Diesel        |                   |             |                                |                       |                     |             |            |          |                 |
| Modell        | Ausstattung       | Hubraum cm³ | Max. Leistung                  | Max. Drehmoment       | Gemischaufbereitung | Katalysator | 0–100 km/h | Vmax     | Baujahr         |
| BX 17 D       | –, TD, TGD        | 1769        | 44 kW (60 PS) bei 4600 min−1   | 110 Nm bei 2000 min−1 | Wirbelkammer        | Nein        | 17,2 s     | 155 km/h | 10/1985–05/1992 |
| BX 17 D Turbo | TZD               | 1769        | 66 kW (90 PS) bei 4300 min−1   | 180 Nm bei 2000 min−1 | Wirbelkammer        | Nein        | 10,8 s     | 180 km/h | 09/1988–05/1992 |
| BX 17 D Turbo | TZD               | 1769        | 66 kW (90 PS) bei 4300 min−1   | 180 Nm bei 2100 min−1 | Wirbelkammer        | Ja          | 11,0 s     | 180 km/h | 05/1992–11/1994 |
| BX 19 D       | RD, TRD           | 1905        | 48 kW (65 PS) bei 4600 min−1   | 120 Nm bei 2000 min−1 | Wirbelkammer        | Nein        | 15,5 s     | 157 km/h | 09/1983–08/1987 |
| BX 19 D       | TD, TGD, TZD      | 1905        | 52 kW (71 PS) bei 4600 min−1   | 120 Nm bei 2000 min−1 | Wirbelkammer        | Nein        | 16,3 s     | 165 km/h | 01/1987–05/1992 |

## Einstufung im französischen Steuer- und Versicherungssystem
Der BX hatte Motoren mit einer Einstufung von 6 und 7 CV. Das Spitzenmodell GTI wurde dagegen mit 10 CV eingestuft.

## Nachfolger
Die Ablösung des BX erfolgte ähnlich wie beim Vorgänger GSA in zwei Schritten:
Die Vorstellung des Nachfolgers Xantia im November 1992 bedeutete für die BX-Limousine die Produktionseinstellung im Dezember 1993. Der Kombi lief noch bis November 1994 weiter von den Bändern. Im September 1995 begann die Einführung des Nachfolgers Xantia Break.